# Nancy Hockey Club
Le Nancy Hockey Club est un club amateur de hockey sur gazon  et le hockey en salle nancéien et basé à Nancy.

Le club est membre de la Fédération française de hockey et de la Ligue du Grand Est de Lorraine d'Alsace, de Champagne et des Ardennes de Hockey.

## Histoire
On retrouve des traces de hockey sur gazon à Nancy dans les années 1920, mais c'est seulement en 1994 qu'est créée la première structure, le NHC alias le Nancy Hockey Club.
D'après les archives de la Fédération Française de Hockey sur Gazon :
- 1922 : Nancy UC, Nancy HC, Nancea Sports et Stade Universitaire Lorrain
- 1929 : US Saint Joseph Nancy
- 1930 : US Lycée Poincaré Nancy

## Résultats Salle
À partir de 2016 le Nancy Hockey Club évolue dans le Championnat Régional du Grand Est au sein de la Ligue de Hockey de Lorraine, d'Alsace, de Champagne et des Ardennes.
2020 : le Nancy Hockey Club remporte le XVe Tournoi International de Hockey de Nancy.
2018/19 : 2ème 
2017/18 : Non attribué 
De 2005 à 2016 le Nancy Hockey Club a évolué au sein de la Ligue de Hockey d'Île-de-France
À partir de la saison 2011 le Nancy Hockey Club a engage une équipe homme & une équipe fille en compétition
2016 : homme 4e Promotion Nationale d'Île-de-France
2015 : homme 8e Promotion Nationale d'Île-de-France
2014 : homme 5e Promotion Nationale d'Île-de-France / dame 4e Régional d'Île-de-France

2013 : homme 7e Promotion Nationale d'Île-de-France / dame 7e Régional d'Île-de-France

2012 : homme 6e Promotion Nationale d'Île-de-France / dame 5e Régional d'Île-de-France

Classements en Championnat Régional d'Île-de-France

2011 : 5e | 2010 : 2e | 2009 : 2e | 2008 : 3e | 2007 : 3e | 2006 : 1er | 2005 : 3e

## Palmarès
2015 : le Nancy Hockey Club remporte le Trophée de l'Est de Hockey en salle 2015 ainsi que les Tournois de Beauvais et de Besançon.
2013 : le Nancy Hockey Club remporte le VIIIe Tournoi International de Hockey de Nancy.
2006 : champion d'Île-de-France en salle.
1996 : le Nancy Hockey Club remporte son premier titre le tournoi du CFP.

## Président - Secrétaire - Trésorier
- 1994-97  : Pierre Evrard - Gilles-Marc Guérin - Olivier Lalouette
- 1998-99  : Sylvie Petitjean - Gilles-Marc Guérin - Olivier Lalouette
- 2000-03  : Arnaud Gauthier - Edouard Putz - Olivier Lalouette
- 2004-07  : François Vallas - Edouard Putz - Olivier Lalouette
- 2008-14  : Harald Bugge - Edouard Putz - Louis-Nicolas Vallas
- 2014-16  : Harald Bugge - Gélindo Trigatti - Louis-Nicolas Vallas
- 2016-19  : Harald Bugge - Dalila Tinoco - Louis-Nicolas Vallas
- 2019-... : Harald Bugge - Louis-Nicolas Vallas - Erwin L'Huillier

## Résultats en Tournoi de Nancy à l'extérieur
- 2020-21 : Luxembourg (gazon 1e/2) Strasbourg 1e/2
- 2019-20 : Dijon (salle 4e/4)
- 2018-19 : Strasbourg (gazon 6e/7) Besançon (salle 4e/4)
- 2017-18 : Strasbourg (gazon 6e/7) Besançon (salle 4e/6) Luxembourg (gazon - poule)
- 2016-17 : Strasbourg (gazon 6e/7) Besançon (salle 2e/5) Luxembourg (gazon - poule)
- 2015-16 : Strasbourg (gazon 5e/7) Bourg-en-Bresse (salle 5e/6) Besançon (salle 2e/5)
- 2014-15 : Strasbourg (gazon 5e/7) Bourg-en-Bresse (salle 5e/6) Beauvais (gazon 1e/7) Besançon (salle 1e/4) Luxembourg (gazon - poule)
- 2013-14 : Strasbourg (gazon 6e/8) Bourg-en-Bresse (salle 4e/6) Paris (gazon 11e/16) Luxembourg (gazon - poule)
- 2012-13 : Strasbourg (gazon 7e/7) Karlsruhe (salle 14e/14), Bourg-en-Bresse (salle 3e/6) Gießen (gazon 18e/20) Luxembourg (gazon - poule)
- 2011-12 : Strasbourg (gazon 7e/8) Stuttgart (salle 12e/12) Blanc-Mesnil (salle homme 12e/12 * dame 4e/4) Gießen (gazon 19e/20) Paris (gazon 12e/16) Karlsruhe (gazon 9e/12) Luxembourg (gazon 4e/14)
- 2010-11 : Strasbourg (gazon 7e/8) Bourg-en-Bresse (salle 12e/12) Paris (gazon 12e/16) Lahr (gazon 10e/10) Luxembourg (gazon 5e/8)
- 2009-10 : Strasbourg (gazon 8e/8) Stuttgart (salle 6e/15) Paris (gazon 16e/16)
- 2008-09 : Strasbourg (gazon 8e/8) Karlsruhe (gazon 5e/8) Paris (gazon 15e/16) Beauvais (gazon 6e/8)
- 2007-08 : Strasbourg (gazon 8e/8) Beauvais (gazon 7e/8)
- 2005-06 : Strasbourg (gazon 4e/6)
- 2004-05 : Strasbourg (gazon 3e/4) Rouen (gazon e/12)
- 2002-03 : Rouen (gazon 8e/12)
- 2001-02 : Wassenar (gazon 7e/12)
- 1998-99 : Lille (gazon 9e/12)
- 1998-99 : Lille (gazon 11e/12)
- 1995-96 : Paris (gazon 1er/8)